# Heinz Püschel
Heinz Püschel (* 3. Dezember 1919 in Leipzig; † 18. Februar 2010 in Potsdam) war ein deutscher Rechtswissenschaftler auf dem Gebiete des Urheberrechtes.

## Leben

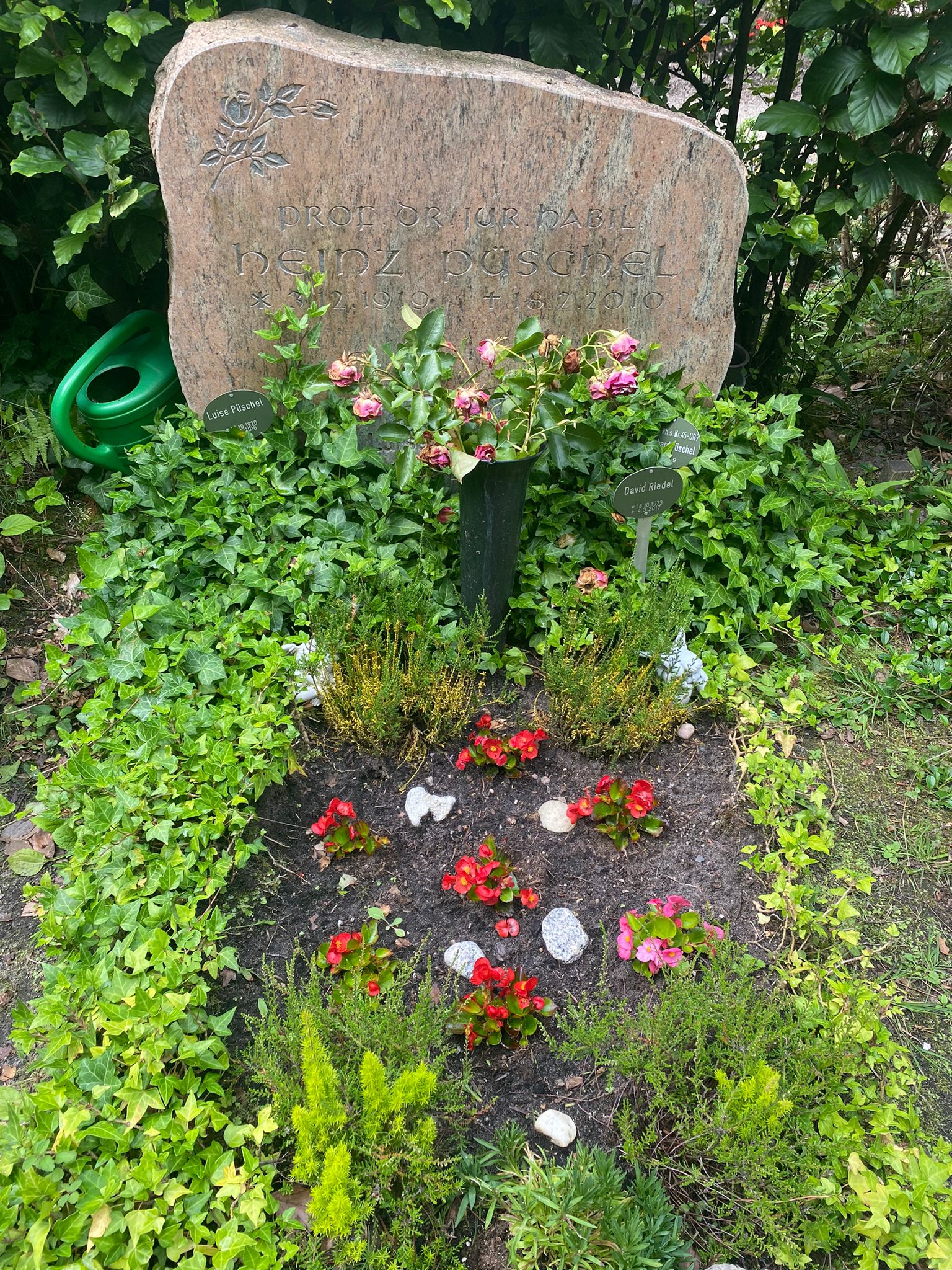
Grabstätte auf dem Südwestkirchhof Stahnsdorf

Püschel wurde 1949 mit der Arbeit „Bibliotheksphotokopie und Urheberrecht“ an der Universität Leipzig promoviert. Die beiden Gutachter der Dissertation waren Hans Otto de Boor und Arthur Philipp Nikisch. Er habilitierte sich 1965 an der Humboldt-Universität zu Berlin mit einer Arbeit zu Grundfragen eines Gesetzes über das Urheberrecht der Deutschen Demokratischen Republik.
Püschel wurde 1964 zum Dozenten für das Fachgebiet Urheberrecht an die Humboldt-Universität zu Berlin berufen und 1965 erfolgte seine Berufung auf einen Lehrstuhl mit Lehrauftrag für Urheberrecht. Vorher war er als wissenschaftlicher Mitarbeiter im Ministerium für Justiz beschäftigt.
Püschel galt als Doyen des Urheberrechts der DDR. Neben der Beteiligung an diversen Autorenkollektiven war er Herausgeber und Autor vieler Veröffentlichungen zum Thema. Seine maßgebliche theoretische Leistung war die Postulierung eines „sozialistischen Persönlichkeitsrechts“, durch das er versuchte, ein Urheberrecht unter Ausschluss jeglicher eigentumsrechtlicher Überlegungen zu begründen.
Püschel stritt zumindest in seinen frühen Werken die Möglichkeit eines Interessenkonflikts zwischen Urheber und Gesellschaft ab, da sich deren Interessen in der sozialistischen Gesellschaft gegenseitig aufheben würden. Spätestens 1989 relativierte er diese Haltung jedoch. Püschels Hauptthese zum „sozialistischen Persönlichkeitsrecht“ entwickelte er ausführlich in seiner Habilitation von 1965 und veröffentlichte dies auch in westdeutschen Fachzeitschriften wie der GRUR und UFITA.
Püschel gehörte den Gesetzgebungskommissionen zur Ausarbeitung des neuen Urheberrechtsgesetzes der DDR (1965) und des Zivilgesetzbuches der DDR (1975) an und war Leiter der Arbeitsgruppe Zivilprozessordnung (ZPO) der DDR. Er war Mitglied des Deutschen Instituts für Rechtswissenschaft und des Redaktionskollektivs der rechtstheoretischen Zeitschrift Staat und Recht.
Püschels Grab befindet sich auf dem Südwestkirchhof Stahnsdorf.

## Werke (Auswahl)

### Bücher
- Bibliotheksphotokopie und Urheberrecht. Leipzig Diss. 1949.
- Das Zivilprozessrecht der Deutschen Demokratischen Republik. Deutscher Zentralverlag, Berlin 1957
- Grundfragen eines Gesetzes über das Urheberrecht der Deutschen Demokratischen Republik. Berlin 1965 (Habilitationsschrift)
- Urheberrecht der Deutschen Demokratischen Republik. Staatsverlag der Deutschen Demokratischen Republik, Berlin 1969
- mit Anselm Glücksmann, Meyers Taschenlexikon Urheberrecht. Bibliographisches Institut, Leipzig 1975 (2. Auflage 1980)
- Urheberrecht und Musik. Henschelverlag, Berlin 1976
- Urheberrecht. Lehrbuch. Staatsverlag der Deutschen Demokratischen Republik, Berlin 1980 (2. Auflage 1986)
- Internationales Urheberrecht. Staatsverlag der Deutschen Demokratischen Republik, Berlin 1982
- Urheberrecht in der Information und Dokumentation. Institut für Bibliothekswissenschaft und Wissenschaftliche Information, Berlin 1985
- Urheberrecht für Jedermann. Staatsverlag der Deutschen Demokratischen Republik, Berlin 1988, ISBN 3-329-00254-9 (=Recht in unserer Zeit, Band 78)
- Urheberrecht im Überblick. Haufe, Freiburg i. Br. 1991, ISBN 3-448-02323-X
- Urheberrecht. Haufe, Freiburg i. Br. und Berlin 1997, ISBN 3-448-03596-3

### Aufsätze in Zeitschriften
- Zum Hauptinhalt der Rechte der Bürger in den vom sozialistischen Zivilrecht der DDR geregelten gesellschaftlichen Verhältnissen, Mitautor Karlfried Hofmann. In: Staat und Recht (StuR) 1961, S. 1895–1907
- Die Bedeutung des sozialistischen Leistungsprinzips in vom Zivilrecht der DDR geregelten gesellschaftlichen Verhältnissen, Mitautor Karlfried Hofmann. In: StuR 1962, S. 1343–1358
- Das subjektive Urheberrecht als sozialistischen Persönlichkeitsrecht. In: Neue Justiz. 335, 1967
- Die Ideologie des geistigen Eigentums und das sozialistische Urheberrecht der DDR. In: StuR. 1589, 1967
- Zur rechtssystematischen Stellung der im Gesetz über das Urheberrecht der DDR geregelten Materie. In: UFITA. Band 50 A. 38
- mit Georg Münzer: Zum Verhältnis von Urheber und Gesellschaft in sozialistischen Arbeitsrechtsbeziehungen. In: Wissenschaftliche Zeitschrift der Humboldt-Universität zu Berlin. Gesellschafts- und sprachwissenschaftliche Reihe. Humboldt-Universität, Berlin, Bd. 22, 1973, 4, S. 213–220, ISSN 0522-9855
- Die Parsifal-Frage – ein rechtshistorisches Phänomen. In: Zeitschrift der Savigny-Stiftung für Rechtsgeschichte, Wien. Band 113, Köln und Weimar 1996, S. 307–332
- mit Ingeborg Malek-Kohler: Auf den Spuren Josef Kohlers. In: UFITA. Archiv für Urheber- und Medienrecht. 1999, Band 139, S. 5ff., ISSN 0003-9454
- Zur Entstehung des Urheberrechts der DDR. In: UFITA. Archiv für Urheber- und Medienrecht. 2000, Band 2, S. 491–511, ISSN 0003-9454
- Erste Vorarbeiten für ein Urheberrechtsgesetz der DDR. In: UFITA. Archiv für Urheber- und Medienrecht. 2002, Band 1, S. 145–177, ISSN 0003-9454
- Zum ersten Entwurf des Gesetzes über das Urheberrecht der DDR. In: UFITA. Archiv für Urheber- und Medienrecht. 2003, Band 2, S. 441–486, ISSN 0003-9454
- Die letzten Etappen der Gesetzgebungsarbeit bis zur Verabschiedung des Urheberrechtsgesetzes der DDR. In: UFITA. Archiv für Urheber- und Medienrecht. 2003, Band 3, S. 769–805, ISSN 0003-9454